# Chiesa di San Rocco (Coseano)
La chiesa di San Rocco è un luogo di culto di Coseano, in provincia e arcidiocesi di Udine; fa parte della forania del Friuli Collinare ed è sussidiaria della parrocchiale di San Giacomo. 
L'edificio si trova nel centro del paese, in un contesto che conserva ancora le caratteristiche degli antichi borghi rurali. 

## Storia e descrizione
La costruzione, che in passato aveva un'altra dedicazione, risale presumibilmente all'inizio del XIV secolo, mentre l'aspetto e la dedicazione attuale risalgono al XV secolo. Costituita da un'aula rettangolare con travatura in legno a vista e presbiterio sopraelevato a pianta quadrata, coperto da una volta a crociera, la facciata risale al 1437 ed è caratterizzata da un'apertura con arco a tutto sesto ed una monofora con la campana.

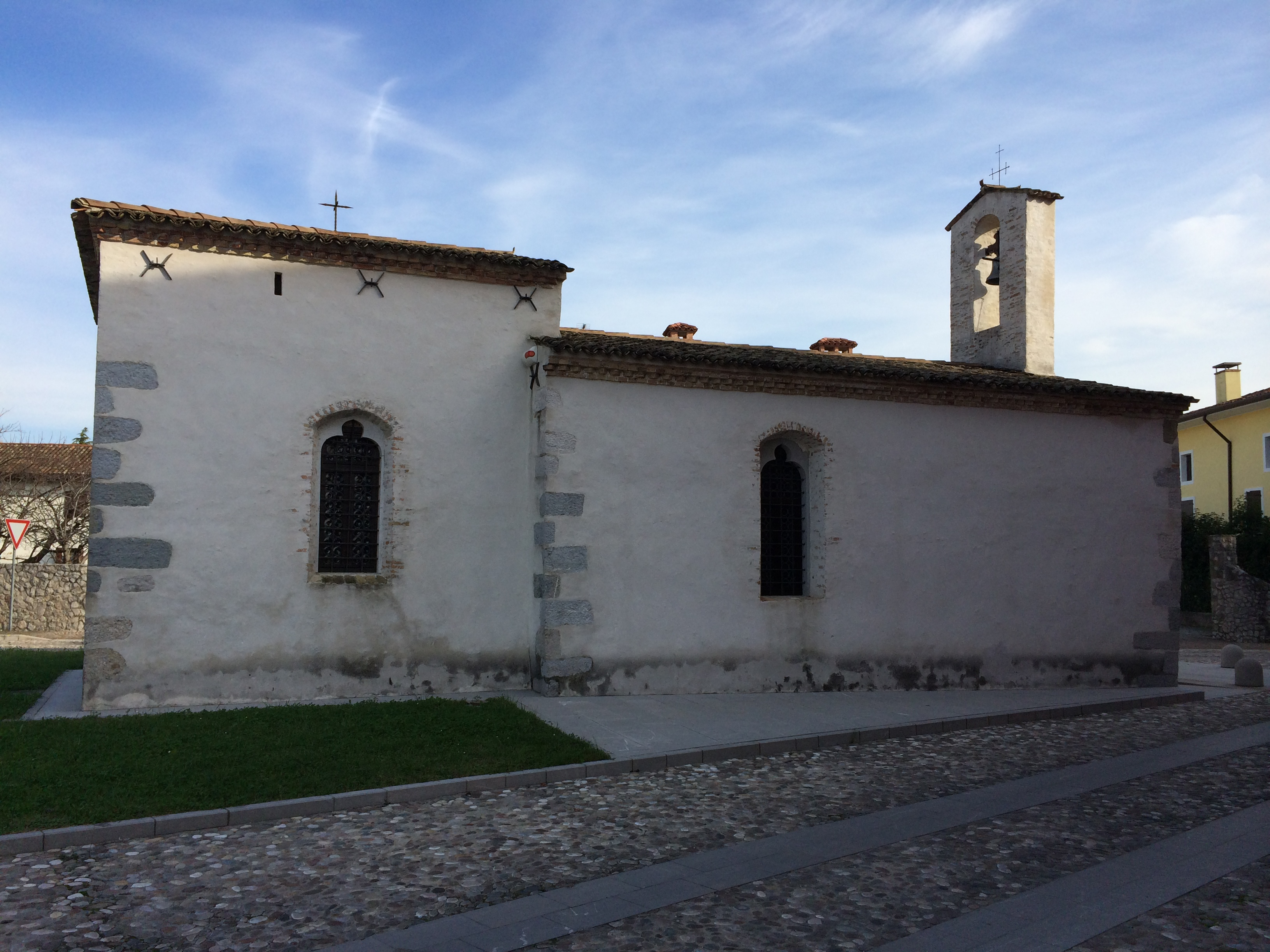
Fianco della chiesa

All'interno è conservato un altare ligneo del XVI secolo con le statue di San Sebastiano e di San Rocco, opera di Giandomenico Dall'Occhio, mentre al centro è collocata la statua della Madonna, forse appartenente alla vecchia ancona realizzata dalla bottega di Giovanni Martini nel 1522 per la chiesa parrocchiale.